# Sandra Kalniete
Sandra Kalniete (ur. 22 grudnia 1952 w Togurze) – łotewska polityk, pisarka, dyplomata, w 2004 komisarz europejski, deputowana do Parlamentu Europejskiego VII, VIII, IX i X kadencji.

## Życiorys
Urodziła się na Syberii, gdzie jej rodzice zostali deportowani przez radzieckie władze. Na Łotwę przyjechała w 1957. W 1981 została absolwentką Łotewskiej Akademii Kultury w Rydze. W działalność publiczną zaangażowała się jeszcze w czasach ZSRR, obejmując w 1988 stanowisko wiceprzewodniczącej Łotewskiego Frontu Ludowego, głównej łotewskiej organizacji niepodległościowej.
Po odzyskaniu suwerenności przez Łotwę podjęła pracę w Ministerstwie Spraw Zagranicznych. Pełniła funkcję ambasadora przy ONZ (1993–1997), w Paryżu (1997–2000) oraz przy UNESCO (2000–2002). W 2002 stanęła na czele łotewskiego resortu spraw zagranicznych w rządzie Einarsa Repšego. Po przystąpieniu Łotwy do UE w maju 2004 przeszła do Komisji Europejskiej, pracowała w niej do listopada tego samego roku. W 2006 została wybrana do Saeimy z ramienia konserwatywno-liberalnej partii Nowa Era. W 2007 była kandydatką tego ugrupowania na urząd na prezydenta Łotwy, jednak przed głosowaniem w parlamencie wycofała się, wspierając ostatecznie przegranego postkomunistę Aivarsa Endziņša.
W 2008 opuściła Nową Erę, stając na czele centroprawicowego Związku Obywatelskiego (skupiającego głównie działaczy JL i TB/LNNK). Ugrupowanie to weszło w 2009 w skład koalicji rządowej Valdisa Dombrovskisa. W tym samym roku wygrało wybory europejskie, uzyskując dwa mandaty, z których jeden przypadł Sandrze Kalniete. W 2014, 2019 i 2024 z powodzeniem ubiegała się o europarlamentarną reelekcję z rekomendacji Jedności.
Opublikowała kilka pozycji książkowych: Latviešu tekstilmāksla (1989), Es lauzu, tu lauzi, mēs lauzām. Viņi lūza (2000) i Ar balles kurpēm Sibīrijas sniegos (2001, wyd. pol. W butach do tańca przez syberyjskie śniegi, 2015). Ostatnia z nich, poświęcona historii jej rodziny i czasom zesłania, stała się bestsellerem, przetłumaczonym na kilka języków. W 2006 francuska aktorka i reżyser Dominique Blanc nakręciła film dokumentalny, wyświetlany w telewizji francuskiej i w Latvijas Televīzija, w którym ukazała losy Sandry Kalniete na tle historii Łotwy w XX wieku.

## Odznaczenia
- Medal Rady Bałtyckiej – 2009[8]